# Kenshi Yonezu
Kenshi Yonezu (米津玄師 Yonezu Kenshi?, nacido el 10 de marzo de 1991) es un cantante japonés, quien comenzó creando música con Vocaloid bajo el nombre artístico de Hachi (ハチ), haciéndose conocido por canciones como Musunde Hiraite Rasetsu to mukuro, Matryoshka y Panda Hero. En 2012, debutó como solista bajo su nombre real y utilizando su propia voz. Su canción "Lemon" del drama japonés Unnatural, es el video musical japonés con más visitas en YouTube.

## Biografía

### Primeros años
Kenshi Yonezu nació el 10 de marzo de 1991 en la ciudad de Tokushima en Japón.
En la edición de noviembre del 2015 de Rockin´On Japan, nos cuenta más a detalle sobre sus primeros años de vida. En sus propias palabras, creció en un hogar pobre tanto física como psicológicamente. Tiene poca y nula relación con su padre. En sus propias palabras; en sus 24 años de vida de aquel momento, si sumase todas las veces que habló con él, sumaría el total de una hora. La relación con su madre es totalmente opuesta a la de su padre, de quién heredaría su pasión por el arte. También se sabe que tiene una hermana mayor.
A lo largo de su vida, Yonezu tuvo grandes dificultades a la hora de la comunicación sumado a su baja autoestima. Eso lo llevó a crear su propio mundo en su cabeza, al igual que personajes que habitaban dentro de este.
A la edad de 20 años, Yonezu fue diagnosticado con Trastorno del Espectro Autista.
La primera incursión de Yonezu en la música fue en 2006, durante su segundo año de secundaria, donde formó una banda llamada Late Rabbit Edda junto con su amigo Hiroshi Nakajima, para tocar en el festival cultural de su escuela. Trabajó como vocalista, compositor y guitarrista ocasional, mientras que Nakajima fue el guitarrista. A finales de 2007, Yonezu creó un sitio web para la banda, dedicado a la publicación de letras de canciones y novelas cortas. 
Ninguna de las canciones obtuvo gran reconocimiento, a excepción de "Beelzebub", recibiendo sólo 23.000 visitas. Yonezu creó su propio blog durante este periodo, y lo llamó Tekitō Edda (Edda 適当).

### Carrera como Hachi (2009-2011)
Al finalizar sus estudios secundarios, Yonezu se mudó a Osaka para continuar con sus estudios superiores. Es ahí que comenzó a utilizar el software de Vocaloid y empezó a publicar sus primeras canciones en el sitio web japonés Niconico. Su primera canción fue publicada el 20 de mayo del 2009 y se títula "Ohime-sama wa Denshi-on de Nemuru". En el plazo de 2009 a 2011 publicó 20 canciones, 17 de ellas alcanzaron el Salón de la Fama y 7 forman parte de las Canciones Legendarias de Vocaloid (canciones que superan 1.000.000 de visitas en Niconico).
Entre sus canciones más reconocidas se encuentran Musunde Hiraite "Rasetsu to Mukuro" (2009), "Clock Lock Works" (2009), "Rinne" (2010), "Matryoshka" (2010) y "Panda Hero" (2011) De todas estas canciones, "Matryoshka" es la canción más reconocida, con más de 60 millones de visualizaciones en YouTube y más de 14 millones en Niconico. 
Después de la salida de "Panda Hero", Yonezu dejaría de publicar canciones como Hachi para enfocarse en su carrera de solista.
Sin embargo, en 2013 volvería con la canción "Donut Hole" utilizando el banco de voz de Gumi. La canción también fue incluida en su segundo álbum Yankee (2014), pero utilizando su propia voz. En el 2024, salió una nueva versión del videoclip animado por el estudio Production I.G en colaboración con la marca Godiva Chocolatier, la cual sacó una caja de chocolates inspirada en el videoclip.
En el 2017, volvería con su última canción publicada hasta el momento llamada "Suna no Wakusei", canción oficial para el concierto Magical Mirai Concert en el 2017. Se convirtió en la canción que más rápido llegó al Salón de la Fama (Canciones que superan las 100.000 visitas en Niconico) en tan solo 5 horas y 27 minutos. Al mismo tiempo, rompió el récord de la canción que llegó más rápido a los 2 millones, 3 millones y 4 millones de visitas en Niconico. En YouTube, es de las pocas canciones que han superado las 60 millones de visitas. Al igual que con Donut Hole, Kenshi también le hizo un cover con su propia voz dentro de su álbum Bootleg (2017).

### Carrera como Kenshi Yonezu (2012-Presente)
En marzo de 2011, Yonezu y otros siete músicos crearon Balloom, un sello de música independiente para músicos de internet con el objeto de ampliar sus oportunidades en el mercado musical. En 2012, lanza su álbum debut Diorama , llegando al puesto n°6 en el ranking de Oricon y vendiendo más de 45.000 copias, convirtiéndose en el mayor lanzamiento de Balloom hasta la fecha. Yonezu fue contratado por Universal Sigma y debutó, bajo esta discográfica, en mayo de 2013 con el sencillo "Santa Maria". En octubre de 2013, lanza su segundo single "MAD HEAD LOVE/Poppin' Apathy".
Kenshi Yonezu lanza su segundo álbum YANKEE el 23 de abril de 2014, alcanzando la posición n°2 en el ranking de Oricon y vendiendo más de 77.000 copias en su primera semana. El 27 de junio realiza su primer concierto en solitario. El 14 de enero de 2015, lanza su tercer single Flowerwall.
Su tema "Orion" es ending de la serie Sangatsu no Lion a partir de enero de 2017.
Interpreta el opening de la segunda temporada de la serie My Hero Academia, "Peace Sign". El tema fue el segundo más vendido en su semana de lanzamiento en Japón, sumando 58.686 copias vendidas.
En 2022, Yonezu lanzó "Kick Back", que se utilizó como tema de apertura de la serie de anime Chainsaw Man. Esta canción fue co-producida junto a Daiki Tsuneta (miembro de los grupos King Gnu y Millenium Parade), quien también sale en el videoclip oficial de la canción. Kick Back se convirtió en la primera canción japonesa en ser certificada oro por la RIAA(Recording Industry Association of America) por superar la cantidad de 500.000 descargas digitales. 

## Discografía

### Álbumes
| Título      | Detalles del álbum | Posición más alta | Ventas (JPN) |
| Título      | Detalles del álbum | JPN               | Ventas (JPN) |
| ----------- | --- | ----------------- | ------------ |
| Diorama     | - Lanzamiento: 16 de mayo de 2012 - Discográfica: Balloom, Reissue Records - Formatos: Compact disc, descarga digital                                                                                           | 6                 | 45.000       |
| Yankee      | - Lanzamiento: 23 de abril de 2014 - Discográfica: Universal Sigma - Formatos: CD, CD/DVD, CD/art book, descarga digital - Vocales: Kenshi Yonezu                                                               | 2                 | 77.000       |
| Bremen      | - Lanzamiento: 7 de octubre de 2015 - Discográfica: Universal Music Japan - Formatos: CD, CD/DVD, CD/art book, descarga digital - Vocales: Kenshi Yonezu, Yu Suto                                               | 1                 | 117.637+     |
| BOOTLEG     | - Lanzamiento: 1 de abril de 2017 - Discográfica: Sony Music Entertainment Japan - Formatos: CD, CD/DVD, CD/vinilo/art book, descarga digital - Vocales: Kenshi Yonezu, Elaiza Ikeda, Masaki Suda, Hatsune Miku | 1                 | 500.000      |
| Stray Sheep | - Lanzamiento: 5 de agosto de 2020 - Discográfica: Sony Music Entertainment Japan - Formatos: CD, vinilos, streaming                                                                                            | 1                 | 2.000.000    |
| Lost Corner | - Lanzamiento: 21 de Agosto del 2024 - Discográfica: Sony Music Japan - CD (edicion común japonesa/europea/estadounidense) y Plataformas de Streaming                                                           | 1                 | 500.000^     |

### Álbumes Vocaloid
| Título                                                     | Detalles del álbum | Posición más alta | Ventas (JPN) |
| Título                                                     | Detalles del álbum | JPN               | Ventas (JPN) |
| ---------------------------------------------------------- | --- | ----------------- | ------------ |
| Hanataba to Suisō (花束と水葬? "Ramos y Entierros de Mar") | - Álbum de vocaloid como Hachi - Lanzamiento: 7 de febrero de 2010 - Discográfica: Producción propia (EQHR-0001) - Formatos: CD, descarga digital.   | 70                | 2.000        |
| OFFICIAL ORANGE                                            | - Álbum de vocaloid como Hachi - Lanzamiento: 14 de noviembre de 2010 - Discográfica: Producción propia (EQHR-0002) - Formatos: CD, descarga digital | 72                | 2.000        |

### Singles
| Título                                       | Año  | Posición más alta     | Posición más alta       | Ventas | Álbum  |
| Título                                       | Año  | Oricon Singles Charts | Billboard Japan Hot 100 | Ventas | Álbum  |
| -------------------------------------------- | ---- | --------------------- | ----------------------- | ------ | ------ |
| "Santa Maria"                                | 2013 | 12                    | 26                      | 14.000 | Yankee |
| "Mad Head Love"                              | 2013 | 11                    | 51                      | 9.700  | Yankee |
| "Poppin' Apathy"                             | 2013 | 11                    | —                       | 9.700  | Bremen |
| "Flowerwall"                                 | 2015 | 3                     | 5                       | 28.000 | Bremen |
| "Unbelievers" (アンビリーバーズ Anbirībāzu?) | 2015 |                       |                         |        | Bremen |

#### Singles promocionales
| Título | Año  | Posición más alta       | Álbum           |
| Título | Año  | Billboard Japan Hot 100 | Álbum           |
| --- | ---- | ----------------------- | --------------- |
| "Wonderland to Hitsuji no Uta" (ワンダーランドと羊の歌? "Canción del país de las maravillas y las ovejas") (Hachi) | 2010 | —                       | OFFICIAL ORANGE |
| "Go Go Yūreisen" (ゴーゴー幽霊船? "Go Go Barco Fantasma")                                                          | 2012 | —                       | Diorama         |
| "Vivi" | 2012 | —                       | Diorama         |
| "Koi to Byōnetsu" (恋と病熱? "Amor y Fiebre")                                                                      | 2012 | —                       | Diorama         |
| "Living Dead Youth" (リビングデッド・ユース Ribingudeddo Yūsu?)                                                    | 2014 | —                       | Yankee          |
| "Eine Kleine" (アイネクライネ Aine Kuraine?, "Un poco")                                                            | 2014 | 62                      | Yankee          |